# Karl Wolf (Kreisrat)
Karl Wolf (* 29. März 1840 in Beerfelden; † 30. August 1906 in Darmstadt) war Kreisrat in den Kreisen Schotten und Lauterbach im Großherzogtum Hessen.

## Familie
Seine Eltern waren der Landrichter und spätere Landrat des Landratsbezirks Erbach, Johann Baptist Wolf (1795–1862) und dessen Ehefrau Luise Marie Sophie, geborene Mühlberger. Karl Wolf blieb unverheiratet.

## Karriere
Karl Wolf studierte ab 1858 Rechtswissenschaft an der Universität Gießen, was er mit der Promotion zum Dr. jur. abschloss. Zeitweise arbeitete er als Zeitungsredakteur in Hannover und Darmstadt. 1865 war er Regierungsakzessist, 1869 erhielt er eine bezahlte Stelle als Assessor, 1871 beim Kreis Bingen. 1883 wurde er Kreisrat im Kreis Schotten, 1887 wechselte er in gleicher Stellung in den Kreis Lauterbach. 1890 wurde er in den vorläufigen Ruhestand versetzt. 1891 war er Regierungsrat in Mainz, ab 1898 Vorsitzender der Brandversicherungskammer.

## Ehrungen
- 1897 Geheimer Regierungsrat[1]
- 1903 Ehrenkreuz des Verdienstordens Philipps des Großmütigen[1]